# Герман, Фёдор Фёдорович
Фёдор Фёдорович Герман (нем. Friedrich Hermann, при рождении Фридрих Герман; 1811—1892) — тайный советник, доктор медицины, главный врач Обуховской больницы в Петербурге.

## Биография
Фридрих Герман родился 22 марта 1811 года. Отец его был родом из Дрездена, мать — эльзасска. В 1818 году он поступил в Петропавловскую школу в Петербурге, которую окончил в 1825-м. В 1829 году учился у аптекаря. Сдав экзамен на аптекарского помощника, Герман поступил в Медико-Хирургическую академию, которую окончил лекарем с серебряною медалью в 1833 году. Тогда же (9 сентября) он занял место сверхштатного врача в Обуховской больнице и оставался в ней около 60 лет. В 1840 году Фёдор Фёдорович получил звание штаб-лекаря, а в 1850 году принял русское подданство. 

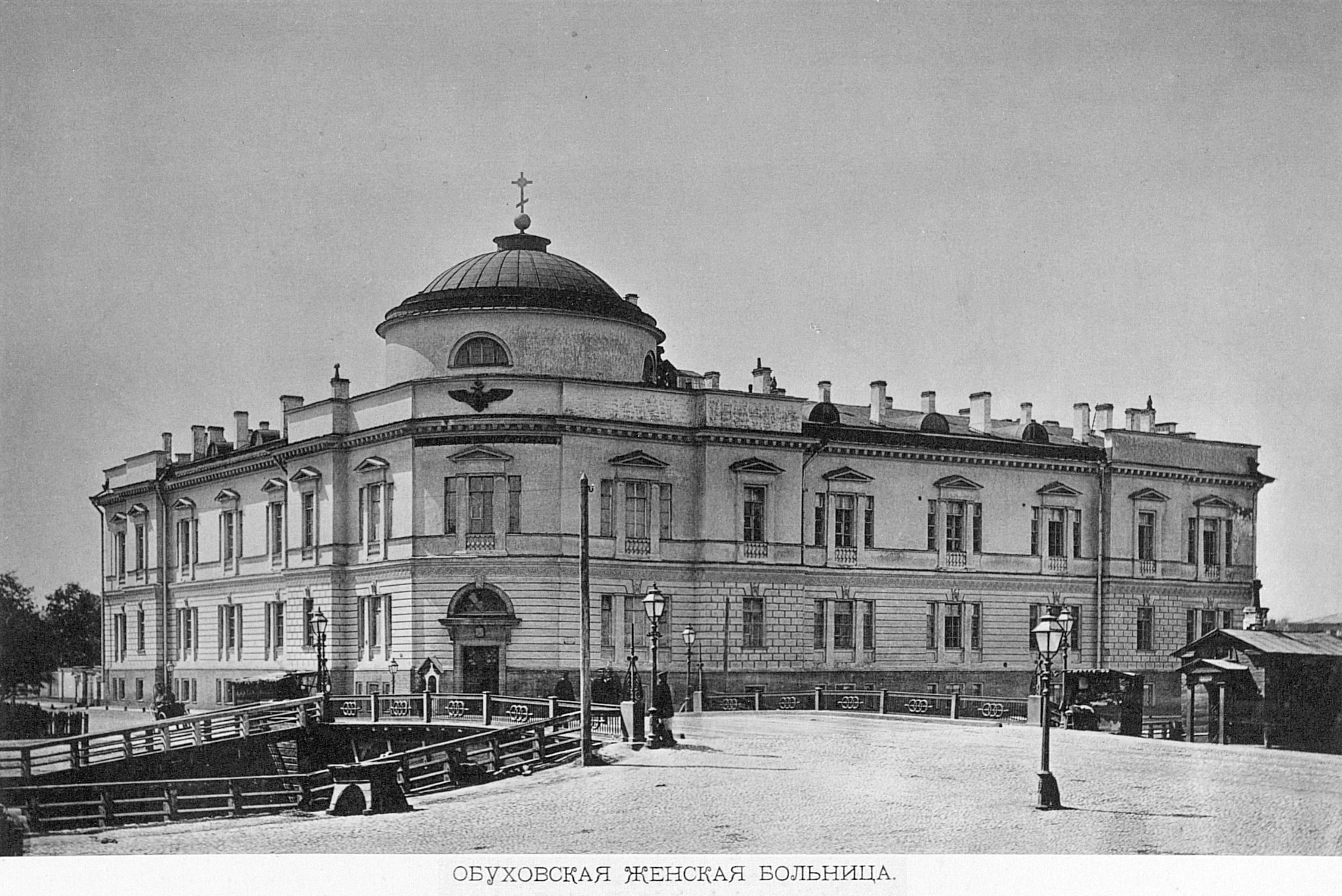
Обуховская больница
(женское отделение)

В 1853 году он был назначен главным врачом женского отделения Обуховской больницы, в 1862 году — главным врачом мужского отделения. В 1865 году Герман был отправлен в заграничную командировку с научной целью, поводом для которой послужил его учёный труд о «Спинномозговом менингите», напечатанный в «Спб. Медицинском Обозрении». В то же время он был произведен в действительные статские советники. 
В 1878 году Герман назначен членом Медицинского Совета МВД. В 1879 году за заслуги по подготовке сестёр милосердия был награждён орденом Святого Владимира 2-й степени, а в 1883 году произведен в тайные советники и в том же году (9 сентября) в день 50-летия своей службы пожалован кавалером ордена Белого Орла; 1 апреля 1890 года вышел в отставку. Последние годы он почти уже не занимался врачебной практикой.
Герман состоял врачом Императорского Человеколюбивого общества (с 1862), детского приюта великой княгини Ольги Николаевны (с 1865). Он был членом разных учёно-врачебных обществ и пользовался заслуженною известностью опытного и искусного врача. 
С 1857 года Ф. Ф. Герман был членом немецкого врачебного общества в Петербурге, а с 1874 года — председателем того же общества. В литературе Герман известен рядом статей (около 30), касавшихся преимущественно практической медицины (исследования о возвратной горячке, о кишечных язвах, о цинге) и этиологии инфекционных болезней в столице. Последним обширным его трудом является «Исторический очерк Обуховской больницы за 100 лет» (СПб., 1884); этот труд даёт богатейший материал для статистики главнейших заболеваний народонаселения Петербурга по наблюдениям Обуховской больницы.
Фёдор Фёдорович Герман скончался в городе Санкт-Петербурге 15 ноября 1892 году и похоронен на Волковом лютеранском кладбище.